# Реден (Хильдесхайм)

## Реден (Нижняя Саксония)
Реден (нем. Rheden) — район города Гронау (Лайне) в округе Хильдесхайм в Нижней Саксонии. До октября 2016 года считался посёлком, состоящим из трёх районов, и носил тоже название.
Население составляет 570 человек (на 30 ноября 2016 года). Занимает площадь 8,13 км².

## История
Считается, что возникновение поселения (возможно, под названием Хрета) восходит к 9 веку нашей эры, однако впервые оно упоминается в документе в 1022 году. Приход Реден уже играл важную роль в 11 веке. А также здесь была построена церковь в 13 веке. При этом усадьба в Редене существовала ещё с 15 века. Замок же был построен в 1729 году.

### 1974-2016 гг.
С 1974 по 2016 год, помимо города Реден, муниципалитету Редена также принадлежали города Валленштедт и Хейнум. Валленштедт впервые упоминается в 1022 году, а Хейнум впервые упоминается в 1255 году. Оба места были включены в состав муниципалитета Реден как районы 1 марта 1974 года в рамках региональной реформы.
Муниципалитет Реден входил в состав объединенного муниципалитета Гронау (Лайне) . На момент роспуска он занимал площадь 15,14 квадратных километров.
Муниципальная территория включала в себя одну из важнейших ландшафтных заповедных территорий Нижней Саксонии, которая считается средой обитания фауны и флоры. Под Валленштедтом находился планерный аэродром.

### По состоянию на 2016 год
Муниципалитет Реден, как и муниципалитет Гронау, был распущен 1 ноября 2016 года. Его районы Реден, Валленштедт и Хейнум были включены в состав города Гронау (Лайне) как три округа. Сейчас является членом сообщества Лейнебергланд.

## География

### Географическое положение
Город Реден расположен примерно в 3 км к юго-востоку от Гронау (Лайне), к востоку от Лейне и к северо-западу от Семи гор.

## Политика

### Городской совет и мэр
С 1 ноября 2016 года Реден на муниципальном уровне представляет городской совет Гронау (Лайне).

### Герб
Муниципалитет был награжден местным гербом 29 мая 1939 года президентом провинции Ганновер. Районный администратор Альфельда вручил его 20 июля того же года.

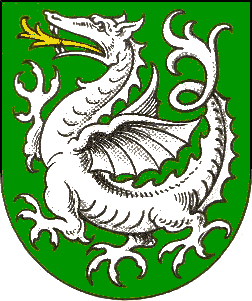

Герб : «В зеленом щите изображена прямая, золотоязычная, крылатая, серебряная виверна с поднятым и просто закрученным хвостом».
Причины использования герба: Старая деревенская церковь в Редене, помимо прочего, в своей богатой символике демонстрирует линдворм. Популярное мнение и местные легенды видят в нем хранителя самых священных ценностей национального существования и национальных обычаев. Он —  их главный казначей. С этой точки зрения герб, выбранный муниципалитетом Редена, имеет поистине глубокое и ценное значение.

## Личности

### Сыновья и дочери района Реден
- Август фон Реден (1853–1907), политик, член прусского усадебного дома.
- Хартвиг фон Реден (1885–1957), политик (НСДАП) и лидер СА.

### Другие сыновья и дочери бывшей общины
- Бернхард фон Шуберт (1951–2017), предприниматель.